# Sportsklubben Sprint-Jeløy
Lo Sportsklubben Sprint-Jeløy è una società calcistica norvegese con sede nella città di Jeløya, a Moss. Milita nella 2. divisjon, terzo livello del campionato norvegese. Il club fu fondato nel 1926, dalla fusione tra Jeløy IF e SK Sprint, e militò nella Norgesserien 1947-1948.

## Palmarès

### Competizioni nazionali
- 3. divisjon: 1

2014 (gruppo 1)

### Altri piazzamenti
- 2. divisjon:

Secondo posto: 2000 (gruppo 1)
- 3. divisjon:

Secondo posto: 2013 (gruppo 1)